# Porta dels lilàs
Porta dels lilàs (títol original en francès: Porte des Lilas) és una pel·lícula de França dirigida per René Clair, estrenada el 1957. És l'únic film interpretat com a actor per Georges Brassens. Ha estat doblada al català

## Argument[3]
En un barri popular de París viuen Juju, un jove ingenu, mandrós i bevedor, i el seu amic « l'Artista », que es guanya el menjar tocant la guitarra pels cafès. Un dia el perillós fugitiu Pierre Barbier, acorralat per la policia, s'amaga a casa de « l'Artista », que amenaçat per Barbier i empès per Juju, decideix ajudar-lo a aconseguir documents falsos i diners. Juju, enlluernat pel bandit que creu amic seu, deixa de beure, es lleva d'hora, cuida el seu aspecte... i s'enamora de Maria, la filla de l'amo del bar. Per una indiscreció de Juju, Maria sospita la veritat i tafaneja a casa de « l'Artista ». Barbier, descobert just quan ja té el passaport, decideix utilitzar-la per aconseguir diners. Maria, seduïda, buida la caixa del bar per fugir amb ell. Però Juju se n'adona i, intentant impedir-ho, acaba matant el seu heroi.

## Repartiment
- Pierre Brasseur: Juju
- Georges Brassens: L'artista, guitarrista i cantant
- Henri Vidal: Pierre Barbier
- Dany Carrel: Maria, la filla d'Alfonse
- Annette Poivre: Nénette, la germana de Juju
- Gabrielle Fontan: Sra. Sabatier, la mare de Juju i Nénette
- Raymond Bussières: Alphonse, L'amo del bistrot
- Amédée: Paulo, un habitual del bistrot
- Alain Bouvette: El company de Paulo
- Louis Bugette: El brigadier
- Gérard Buhr: Un inspector
- Albert Michel: El botiguer
- Paul Faivre: El marchant de radios
- Georges Bever: El farmacèutic
- Charles Bouillaud: Un agent
- Teddy Bilis: El secretari a la comissaria
- Jean Sylvain: Un agent
- Alice Tissot: La conserge
- Philippe Houy: Un noi
- Joël Monteilhet: Un noi
- Jean Rieuton: Un noi
- Michel Lucas: Un noi
- Christian Denhez: Un noi
- Michel Boillot: Un noi
- Lucienne Lacoste, les seves filles: Mireille,Marcelle,Michelle: figurants
- Edouard Francomme: Un habitual del bistrot
- Balpo: Un habitual del bistrot
- Jacky Blanchot: Un gendarme
- Jacques Bertrand: Un agent
- Sylvain Levignac: L'agent amb el gos
- Robert Mercier: Un habitual del bistrot
- Georges Demas: Un agent
- Jacques Marin: L'inspector
- Paul Préboist
- Georges Aminel
- Georgette Peyron
- Annie Gardel

## Nominacions
- 1958: Oscar a la millor pel·lícula de parla no anglesa
- 1958: BAFTA a la millor pel·lícula
- 1958: BAFTA al millor actor per Pierre Brasseur